# Gazi (Kreta)
Gazi (gr. Γάζι) – miejscowość w Grecji, na północnym wybrzeżu Krety, w administracji zdecentralizowanej Kreta, w regionie Kreta, w jednostce regionalnej Heraklion, siedziba administracyjna gminy Malewizi. W 2011 roku liczyła 12 606 mieszkańców. Najstarsza wzmianka o miejscowości pochodzi z 1379 roku.